# Wilhelmus Smits
Wilhelmus Smits (Amsterdam, 22 oktober 1801 – Amsterdam, 14 februari 1869) was muziekleraar, directeur van de volkszangschool te Amsterdam, componist en schrijver van meerdere muziekpedagogische lesboeken.
Hij stelde onder meer het driedelige handboek Handleiding en schoolboek voor het Volks-zangonderwijs (1845-1850) samen, met liedjes van Jan Pieter Heije. Ook schreef hij de muziek van de liedjes 'Klein vogelijn op groenen tak' en 'O schitt'rende kleuren van Nederlands vlag'. Deze werden ruim honderd jaar na zijn overlijden nog altijd opgenomen in liedboekjes en uitgebracht op cd's.

## Leven en werk
Wilhelmus Smits was zoon van Wilhelmus Henricus Smits en Catharina Wilhelmina Webeling. Zij lieten hem getuige de doopakte op 23 oktober 1801 dopen in de De Duif. Hijzelf trouwde in 1827 als winkelier met Joanna van der Beek.
Vader was heel- en verloskundige in Amsterdam en drong er bij zijn zoon op aan om ook dokter te worden. In 1822 overleed zijn vader echter en Smits ging in de handel en op kantoor werken. Hij volgde daarnaast muzieklessen bij Charles Louis Hanssens en Jan George Bertelman en legde zich toe op piano en zang.
Op 35-jarige leeftijd (in 1836/37) werd hij pianoleraar en zangleraar. Hij was muziekleraar aan het Instituut voor Onderwijs van Blinden en richtte de zangvereniging Musica et Amicitiae op. Aansluitend, rond 1840, werd hij directeur van de volkszangschool te Amsterdam. Deze was opgericht door de Maatschappij tot Nut van 't Algemeen. De secretaris van de afdeling Amsterdam, Jan Pieter Heije, moedigde Smits aan om een lesboek op schrift te stellen.

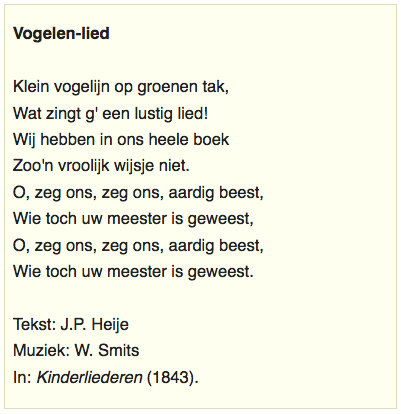
De eerste van 3 strofen. Tekst en muziek naar de liedbundel Kun je nog zingen. Muziek afspelen (midi, 31 sec.):

Smits testte drie jaar lang lesmethodes uit op zijn leerlingen, waarna hij een omvangrijk handboek schreef: Handleiding en schoolboek voor het Volks-zangonderwijs (3 dln., 1845-1850). Hierin gebruikt hij voornamelijk liedteksten van Heije. Deze waren deels al verschenen in diens bundeltje Kinderliederen, maar deels heeft deze de liedjes speciaal voor het lesboek geschreven. Het boek werd gebruikt op de scholen van 't Nut en door onderwijzerszangverenigingen, maar toen in 1857 het verplichte zangonderwijs in de schoolwet werd opgenomen, verspreidde de methode zich over vrijwel alle scholen.
Wilhelmus Smits schreef hierna nog enkele muzieklesboeken en componeerde verschillende muziekstukken. Zijn opera De gelofte (in 1840) en zijn cantate Claudius Civilis (enkele jaren later) werden in de stadsschouwburg van Amsterdam opgevoerd.
In 1852 werd hij door koning Willem III onderscheiden als Ridder in de orde van de Eikenkroon en in 1868, bij zijn 25-jarige aanstelling als directeur, werd hij bevorderd tot Officier in deze orde. Nog geen jaar later overleed Smits echter, in de leeftijd van 67 jaar.
Drie liedteksten van Heije die hij van muziek voorzag werden, ruim dertig jaar na zijn overlijden, opgenomen in het populaire liedboek Kun je nog zingen, zing dan mee (1906). Door de lange drukgeschiedenis van dit liedboek (41e druk in 1986) konden deze liedjes zich decennia lang in veel ruimere kring verspreiden. Het gaat om: 'Klein vogelijn op groenen tak'; 'Komt, knapen en meisjes, verheft nu in koor'; en 'O schitt'rende kleuren van Nederlands vlag'.

## Uitgaven (selectie)
- Handleiding en schoolboek voor het volks-zangonderwijs (3 delen, 1845-1850)
- Zilvren-feestzangen (leerwijze), met woorden van J.P. Heije en muziek van A. ten Cate (ca. 1850)
- Toonkunst: schets van het toonstelsel der harmonieleer en volksgezang (ca.1855)
- Ernst en luim: kooren, canons en liederen voor de jeugd, woorden van J.P. Heije, muziek van Wilhelmus Smits (1874)